# Сергеев, Пётр Васильевич
Пётр Васильевич Сергеев (18 июля 1929, Базлык — 14 ноября 1981) — тракторист колхоза имени М. Горького Бижбулякского района Башкирской АССР, Герой Социалистического Труда (1971).

## Биография
Родился 18 июля 1929 года в селе Базлык (ныне — Бижбулякского района Башкирии). Образование среднее.
Трудовую деятельность начал в 1944 году трактористом колхоза имени М. Горького Бижбулякского района после окончания курсов трактористов, затем работал трактористом в Бижбулякской МТС, с 1958 года — трактористом колхоза имени М. Горького Бижбулякского района. Ежегодно добивался высоких производственных показателей. Только за 1966—1970 годах выполнение работ в переводе на мягкую пахоту составило 176,7 % к плану, сэкономлено 6 050 килограммов горюче-смазочных материалов и 729 рублей денежных средств.
Труд П. В. Сергеева способствовал выполнению колхозом имени М. Горького плана в 1966—1970 годах по продаже зерна государству на 182,4 %. Если по колхозу в этот период с каждого гектара получено по 16 центнеров зерновых, то на участках, закреплённых за Петром Сергеевым, урожайность составляла 23—27 центнеров.
По предложению активного рационализатора списанный комбайн СК-3 был переоборудован под бункер-накопитель, это дало колхозу за 1970 год экономию в 1 700 рублей.
Неоднократно избирался членом совета бригады, награждался почётными грамотами парткома и правления колхоза, занесён в Книгу трудовой славы колхоза имени М. Горького.
За выдающиеся успехи, достигнутые в развитии сельскохозяйственного производства и выполнении пятилетнего плана продажи государству продуктов земледелия, Указом Президиума Верховного Совета СССР от 8 апреля 1971 года П. В. Сергееву присвоено звание Героя Социалистического Труда.
До ухода на пенсию в 1981 году трудился механизатором в колхозе имени М. Горького.
Депутат Верховного Совета Башкирской АССР восьмого созыва (1971—1975).
Умер 14 ноября 1981 года.

## Награды
- Медаль «Серп и Молот» (8.04.1971);
- Орден Ленина (8.04.1971).